# Charles Camarda
Pour les articles homonymes, voir Camarda.
Charles Joseph "Charlie" Camarda est un astronaute américain né le 8 mai 1952 au Queens à New York. Son père est Jack Camarda.

## Vols réalisés
Il fut nommé dans l'équipage de réserve de l'Expédition 8.
Il effectua son premier vol lors du vol STS-114, le 26 juillet 2005.

## Citation
« En tant que professionnel je ne peux pas faire de commentaires sur le contact extraterrestre.
Par contre, personnellement je peux vous assurer que nous ne sommes pas seuls. » [réf. nécessaire]